# Suicídio por queima de carvão
O suicídio por queima de carvão consiste na inalação dos gases emitidos pela queima de carvão em lugares fechados. O monóxido de carbono (CO) associa-se à hemoglobina, formando o complexo carboxiemoglobina, que por sua vez compromete o transporte de oxigênio e resulta em morte por hipóxia cerebral. Alguns sobreviventes relataram ter escolhido esse método por considerarem-no "fácil, letal e indolor"; entretanto, pode ocasionar danos físicos e cerebrais permanentes àqueles resgatados ainda com vida.
Embora haja registros de sua prática desde o século XIX, foi apenas após ser noticiado extensivamente pela mídia asiática durante a crise financeira de 1997 que passou a ter exponencial popularidade, principalmente em Taiwan, Hong Kong, Japão, Coreia do Sul, Singapura e China. O método é sobretudo praticado por homens, pessoas entre 25 e 54 anos, desempregados, ou por indivíduos sem histórico de aconselhamento psicológico e transtornos mentais diagnosticados. Há várias medidas e recomendações adotadas pela mídia e por governos de países asiáticos para coibir sua prática, dentre elas divulgar mais responsavelmente casos de suicídio e limitar o acesso livre a carvão em supermercados e lojas de conveniência.

## Mecanismo de ação
À medida que o carvão queima, a concentração de monóxido de carbono (CO) no ar aumenta. Graças à sua toxicidade — e não por causa da exaustão de oxigênio, como muitos pensam —, concentrações de cerca de 0,1% no ar em um espaço confinado são fatais se inaladas por um longo período de tempo. A combustão incompleta do carbono produz o CO, que se une rapidamente à hemoglobina, comprometendo o transporte de oxigênio dentro do organismo. Isso resulta em morte por hipóxia causada pela intoxicação aguda por monóxido de carbono.
Alguns sobreviventes que tentaram o método dizem tê-lo empregado por considerá-lo "fácil e indolor" quando comparado a outros métodos de suicídio. Diferentemente de pular de uma grande altura ou cortar-se com uma faca, o suicida não tem que enfrentar o medo da dor. É comum que a prática seja associada a álcool ou drogas hipnóticas, e muitos sobreviventes costumam relatar não terem sentido desconforto algum.

Alguns contestam a afirmação de que o processo é indolor, observando que a falta de oxigênio pode causar asfixia e consequente reação involuntária de luta do corpo, mediada pela mudança de pH em quimioceptores do bulbo raquidiano. Entretanto, tal indagação é baseada numa compreensão errônea do método, que causa morte não pela falta de oxigênio, mas pelo acúmulo de CO no soro sanguíneo. Os sintomas de intoxicação aguda por CO incluem, entre outros, dor de cabeça, náusea, taquicardia e convulsões. Alguém que seja resgatado ainda com vida necessitará de tratamento intensivo e pode ter danos cerebrais permanentes em decorrência da hipóxia.

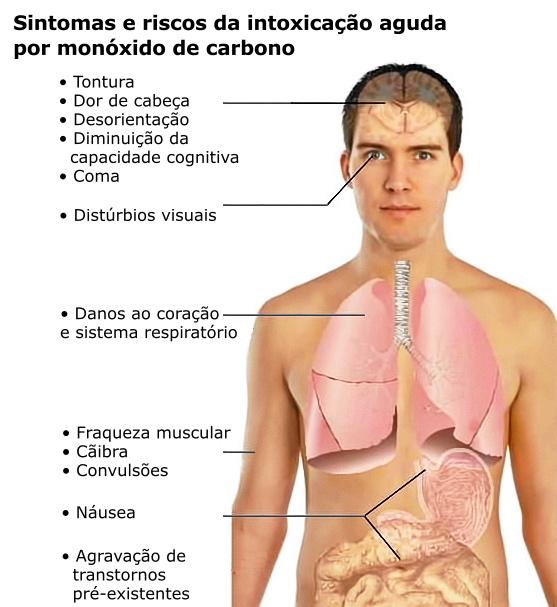
Sintomas e riscos da intoxicação aguda por monóxido de carbono (CO), motivos pelos quais a inalação de gases da queima do carvão pode causar morte.

## História
Como método de suicídio, o procedimento é mencionado por Eugène Sue no romance Le Juif errant de 1844.
Em 25 de julho de 1994, duas estudantes taiwanesas do prestigiado Taipei First Girls High School (em chinês:  臺北市立第一女子高級中學), Lin e Shi, cometeram suicídio por queima de carvão em um hotel em Su'ao, Yilan, deixando uma nota de despedida sem uma razão especificada. Parte da mídia de massa, entretanto, alegou suspeitas de que elas fossem um casal lésbico, e que teriam se matado por esse tipo de relacionamento não ser bem-aceito pela sociedade taiwanesa. Por conta do destaque dado pela mídia ao relacionamento em detrimento do novo método utilizado, o suicídio por queima de carvão não foi popularizado.
Pular de um prédio, seguido de enforcamento, costumava ser o método de suicídio mais prevalente em Hong Kong, dado que 95% da população vivia em lugares altos. Esses dois métodos corresponderam a 50 e 30%, respectivamente, dos 3917 casos de suicídio ocorridos em Hong Kong entre 1995 e 1999. Antes de 1997, envenenamento por monóxido de carbono totalizava menos de 2% dos casos de suicídio em Hong Kong, tendo havido apenas três casos reportados em 1998 de suicídio por escapamento de carro.
Em novembro de 1998, uma mulher de meia idade de Hong Kong cometeu suicídio utilizando esse método em seu pequeno quarto selado. Como o método não é citado em Kanzen Jisatsu Manyuaru (1993) de Wataru Tsurumi, famoso na região, a mulher pode ter inventado o método por si mesma, uma vez que tinha formação em engenharia química. Na época, Hong Kong atravessava um período de crise financeira, e as mortes por suicídio começaram a aumentar. Após os detalhes deste suicídio terem sido amplamente divulgados pela mídia, outras pessoas tentaram e conseguiram cometer suicídio utilizando este método. Em dois meses, a queima de carvão tornou-se o terceiro maior método de suicídio em Hong Kong, tendo passado de 1,7% em 1998 para 10,1% em 1999. Em 2001 ultrapassou o enforcamento, tornando-se o segundo mais popular, atrás apenas do salto, correspondendo a cerca de 25% de todas as mortes por suicídio. Desde então, o método vem se popularizando — por ordem de incidência — em Taiwan, Hong Kong, Japão, Coreia do Sul, Singapura e China.
O aumento de casos de suicídio por queima de carvão não foi acompanhado por uma queda em suicídios por outros métodos, tendo levado a um aumento geral de mais de 20% na taxa de suicídio nas regiões de Taiwan e Hong Kong. Isso sugere que não há substituição de um método pelo outro, e que sua invenção, seguida pela ampla divulgação pela mídia, tenha contribuído para o aumento de mortes por suicídio nas duas regiões.
Em 2001, Li De-cheng (李德誠), um psiquiatra da Universidade Chinesa de Hong Kong, afirmou que aproximadamente 70% das pessoas que cometiam suicídio por esse método eram homens; aproximadamente 90% tinham entrem 25 e 54 anos, e 30% estavam desempregados. Muitos deles não tinham histórico prévio de problemas psiquiátricos ou não vinham de "famílias de risco", tornando extremamente difícil para profissionais da saúde e assistentes sociais prover aconselhamento psicológico a potenciais vítimas. Pessoas que optaram pelo suicídio por queima de carvão costumam fazer parte do grupo de indivíduos que não tiveram auxílio psiquiátrico nos últimos seis meses, tendo feito significativamente menos contato com psiquiatras (18%) quando comparados aos que cometeram suicídio por enforcamento (25%) ou envenenamento (23%).

### Casos recentes

Mapa mostrando maior concentração de casos de suicídio no continente asiático (valores a cada 100 000 habitantes, 2004).
sem dados
< 3
3-6
6-9
9-12
12-15
15-18
18-21
21-24
24-27
27-30
30-33
> 33

Em 9 de março de 2007, o cantor e líder da banda estadunidense Boston, Brad Delp, cometeu suicídio usando este método, trazendo-o novamente à tona na mídia.
Em 8 de setembro de 2008, o ator sul-coreano Ahn Jae-hwan foi encontrado morto dentro de seu carro após inalar a fumaça de carvão em brasa. Embora tenha deixado uma nota de despedida, não se sabe ao certo o que o motivou a cometer suicídio, mas suspeita-se que tenha sido devido ao estresse em decorrência de um insucesso financeiro. Imediatamente após sua morte, o método por ele utilizado teve um aumento de 704% em sua incidência na Coreia do Sul; manteve-se alto por mais de um ano; e foi predominante principalmente entre homens jovens, que cometiam o ato dentro de carros, sugerindo que haviam imitado o processo seguido por Ahn Jae-hwan.
Em 18 de março de 2012, Claire Lin, uma taiwanesa, cometeu suicídio por este método dentro de seu quarto enquanto conversava com outros através do Facebook. Seu corpo foi encontrado no dia seguinte.
Em 30 de julho de 2015, no dia de seu aniversário, o taiwanês Dai Lin (林冠華) foi encontrado morto na casa de seus pais, em Nova Taipé, em um aparente caso de suicídio por queima de carvão. Dai Lin estava envolvido em campanhas contra os ajustes no currículo escolar propostos pelo Ministério da Educação, e, segundo mensagens entre ele e um amigo, teria cometido suicídio como maneira de impedir que as mudanças fossem postas em prática.
Na noite de 18 de dezembro de 2017, Kim Jong-hyun, um membro do grupo sul-coreano SHINee, foi encontrado inconsciente em um hotel residencial no distrito de Gangnam. Ele foi posteriormente declarado morto enquanto passava por tratamento intensivo. A polícia, em posse das mensagens que ele havia mandado para sua irmã e pela presença de briquetes de carvão em uma frigideira no local, pronunciou que o motivo da morte teria sido suicídio.

## Prevenção
A divulgação desenfreada pela mídia — que por conseguinte induziu ao efeito Werther — e o fácil acesso a carvão em supermercados e lojas de conveniência levaram pessoas que outrora não cometeriam suicídio a fazê-lo, com particular notoriedade em áreas urbanas. Estratégias de prevenção que visem a esses fatores, como a introdução de diretrizes à noticiação pela mídia e restrição do acesso a carvão, foram propostas como maneira de combater os índices de suicídio.
Um programa de intervenção conduzido em Nova Taipé requereu que os pacotes de carvão fossem removidos das prateleiras das lojas, sendo necessário pedir a um assistente da loja que o recolhesse de um compartimento trancado. Foi constatado a partir desse experimento uma diminuição de 37% dos casos de suicídio por queima de carvão na cidade, sem que houvesse aumento concomitante de outros tipos de suicídio. Como medida para prevenir mais mortes, o governo de Hong Kong passou a incentivar o uso de churrasqueiras elétricas. Algumas organizações não governamentais (ONG) trabalharam com empacotadoras de carvão para promover a mensagem "valorize sua vida" junto a números de telefone de ajuda humanitária em pacotes de carvão.